# Pachuitz
Pachuitz är en ort i Mexiko.   Den ligger i kommunen Hopelchén och delstaten Campeche, i den östra delen av landet, 1 000 km öster om huvudstaden Mexico City. Pachuitz ligger 140 meter över havet och antalet invånare är 266.
Terrängen runt Pachuitz är platt, och sluttar österut. Runt Pachuitz är det mycket glesbefolkat, med 2 invånare per kvadratkilometer. Närmaste större samhälle är Xmejía, 16,1 km nordväst om Pachuitz. I omgivningarna runt Pachuitz växer i huvudsak städsegrön lövskog.